# یواس‌اس تکامسه (اس‌اس‌بی‌ان-۶۲۸)
یواس‌اس تکامسه (اس‌اس‌بی‌ان-۶۲۸) (به انگلیسی: USS Tecumseh (SSBN-628)) یک زیردریایی بود که طول آن ۴۲۵ فوت (۱۳۰ متر) بود. این زیردریایی در سال ۱۹۶۳ ساخته شد.